# Augusto Sezanne
Augusto Sezanne (Firenze, 31 agosto 1856 – Venezia, 5 maggio 1935) è stato un pittore italiano attivo in uno stile naturalistico di pittura di paesaggio.
Fu anche incisore, ceramista e persino architetto.

## Biografia

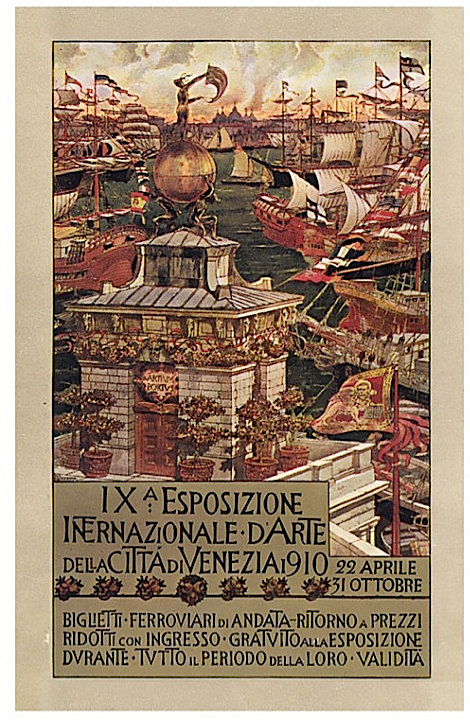
Augusto Sezanne, Poster per la Biennale di Venezia, 1910

Compì gli studi all'Accademia di Bologna, e in quella città risiedette fino al 1893 formandosi con Gaetano Lodi. Divenne professore di decorazione in quell'Accademia e riprodusse la forma e gli aspetti di una persona o di una cosa con grande esattezza. Il suo primo dipinto fu esposto alla Mostra di Belle Arti del 1880 a Torino; era un dipinto intitolato Requiem. Nel 1881 a Milano espose Una giornata di dicembre (animali) . Nell'Esposizione solenne del 1883 della Società d'incoraggiamento di Belli Arti a Firenze, espose i dipinti Aprile, Armonie primaverili e Autumnalia. Nel 1883 a Roma, Tempo triste e Sotto i faggi furono ben accolti. Nel 1884, all'Esposizione di Torino, espose Meriggio stanco. 
Nel 1884, all'Esposizione solenne della Società d'incoraggiamento delle Belle Arti di Firenze, espose il dipinto Palude. Nel 1886 a Milano espose I tepori primaverili. Nel 1887 all'Esposizione Artistica Nazionale di Venezia, espose Sole d'nverno e Tristezza invernale. Nel 1888, a Bologna, espose dipinti rappresentanti la campagna bolognese, tra cui La cieca e Sole d'inverno. 
Nel 1893 si trasferì a Venezia e divenne professore all'Accademia di Belle Arti. Fu coinvolto nella pianificazione della Biennale di Venezia del 1897. Nel 1898, entrò a far parte dell'associazione "Aemila Ars" impegnata nella promozione delle arti applicate o industriali, che comprendeva la creazione di progetti per mobili, oggetti di vetro e ceramiche. 
Tra i suoi maggiori progetti architettonici si ricordano la casa Stagni a Canton de 'Fiori (1880–92), la Palazzina Majani (1908) e una caffetteria nel centro di Bologna.